# Nick Clooney
Pour les articles homonymes, voir Clooney.
Nicholas Joseph Clooney, dit Nick Clooney, né le 13 janvier 1934 à Maysville (Kentucky), est un journaliste et présentateur de télévision américain.

## Biographie

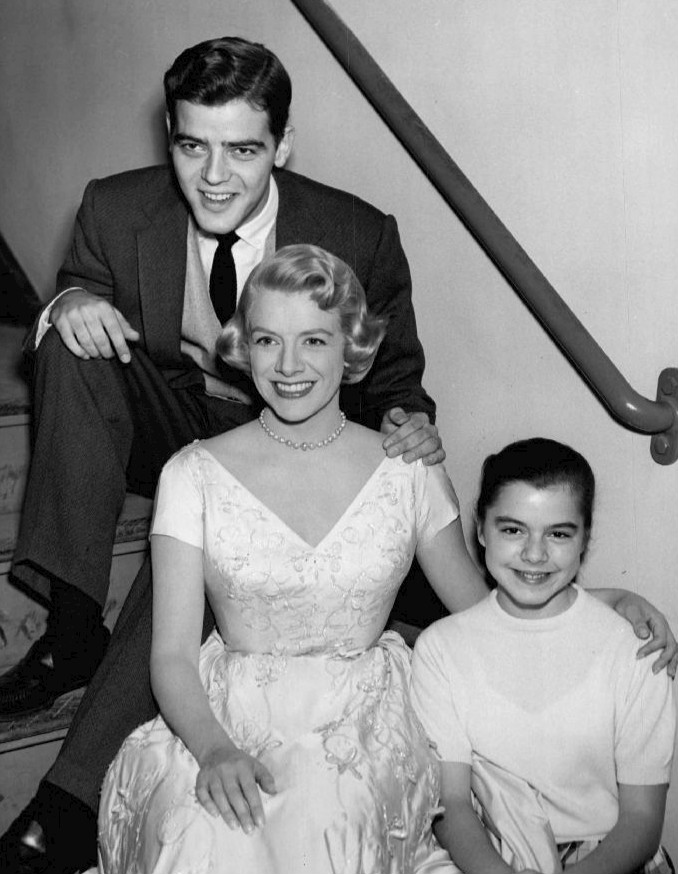
Nick Clooney et ses deux sœurs, Rosemary Clooney et Gail Stone, pour le programme de télévision The Lux Show en 1957.

Nick Clooney est le fils de Marie Frances (née Guilfoyle) et de Joseph Andrew Clooney. Son père était d'ascendance irlandaise et allemande et sa mère d'ascendance irlandaise et anglaise. 
Il a été marié a Nina Bruce.
Nick Clooney est le père de George Clooney et frère de la chanteuse Rosemary Clooney, 

### Carrière
Nick Clooney commence sa carrière dans les années 1960 sur WKYT-TV, chaîne basée à Lexington, dans le Kentucky après des études à l'US Army, pour WLWC en 1968 et enfin WKRC-TV pendant les années 1970. The Clooney Show était une émission locale, avec un format talk-show et variétés. Après que ABC a annulé The Money Maze en 1975, Nick Clooney retourne à WKRC-TV[réf. nécessaire].

## Filmographie
- 1958 : L'amour coûte cher (The High Cost of Loving) de José Ferrer : Freddie
- 2014 : Monuments Men (The Monuments Men) de George Clooney : Frank Stokes âgé